# Rise Up (singel Vinai)
Rise Up – singel włoskiego DJ-a VINAI z albumu Rise Up wydany 1 maja 2020 roku z gościnnym udziałem VAMERO. Singel jest śpiewany w języku angielskim w gatunku Dance/Electronic. Posiada on 33 968 578 odtworzeń w serwisie Spotify (stan na 2 lutego 2021) oraz 41 419 805 wyświetleń w serwisie YouTube (stan na 13 kwietnia 2021). Teledysk charakteryzuje się kolorami fioletu i różu oraz przedstawia animacje komputerową. Singel grany był m.in. w Radio Eska oraz RMF MAXXX. W Polsce singel uzyskał status czterokrotnie platynowej płyty.